# Cleonice setosa
Cleonice setosa là một loài ruồi trong họ Tachinidae.